# Trentepohlia (Mongoma) bombayensis
Trentepohlia (Mongoma) bombayensis is een tweevleugelige uit de familie steltmuggen (Limoniidae). De soort komt voor in het Oriëntaals gebied.